# Милитонян, Эдуард Геворгович
Эдуард Геворгович Милитонян (арм. Էդվարդ Գևորգի Միլիտոնյան, 12 мая 1952, Ереван) — армянский общественный, политический деятель, поэт и прозаик. Заслуженный деятель культуры Республики Армения (2012).

## Биография
- Окончил Ереванский государственный университет. Филолог.
- Работал в издательстве «Пионер», «Гарун», «Титернак».
- Был первым заместителем начальника управления информации и литиздательства Армении, затем начальником управления.
- Был директором радио Армении, начальником управления информатизации и пропаганды министерства обороны Армении.
- С 1999 — руководитель агентства по издательскому делу министерства культуры и по делам молодёжи Республики Армения.
- С 2005 — избран секретарём управления научного издательства Армении. Автор 29 сборников произведений.
- С 2013 года является председателем Союза писателей Армении.

## Произведения
Луна в зеркале (1976)
Три яблока (1977)
Облачный охотник (1979)
Памятный звонок (1979)
Хитрый (1982)
Цветок моря (1984)
Армения (1985)
Часы (1988)
Сахарный принц (1990, детская проза)
Год дракона (1991)
Глаза короля Аргишти (1994, проза)
Гусиная ламбада (1994, детская)
Семейный концерт (1996)
Новый век (1996)
Козлинная математика (1999)
Отпечаток пальца (2000)
Кот-вестник (2001, детская)
В этот момент (2003)
Приключения драконоборца Ваагна (2003)
Путешествие находчивого гуся (2004, детская проза)
Ход коня (2004)
С чего начинается собака (2004, детская проза)
- Сборник детских произведений Кот-вестник удостоен премии «Лучшая детская книга года». (2003).
- Сборник русских произведений Кенац чар удостоен премии «Максим Горький» (1987).
- Премия «Дни Маяковского» (1981).
- Сборник Три яблока удостоен премии «Лучшая первая книга».

## Награды и звания
- Медаль Франциска Скорины (16 февраля 2015 года, Белоруссия) — за значительный вклад в развитие культурно-гуманитарных связей, пропаганду белорусской культуры и литературы, укрепление международного сотрудничества в сфере информации и печати[1].
- Заслуженный деятель культуры Республики Армения (23 мая 2012 года) — по случаю 500-летия армянского книгопечатания, за заслуги в области литературы и книгопечатания[2].
- Государственная премия Республики Армения (2013).
- Золотая медаль Министерства культуры Республики Армения.
- Золотая медаль «Древо дружбы» (14 ноября 2003 года, Совет Межпарламентской Ассамблеи государств — участников Содружества Независимых Государств) — за выдающийся вклад в формирование информационного пространства Содружества Независимых Государств[3].